# Magda Tagliaferro

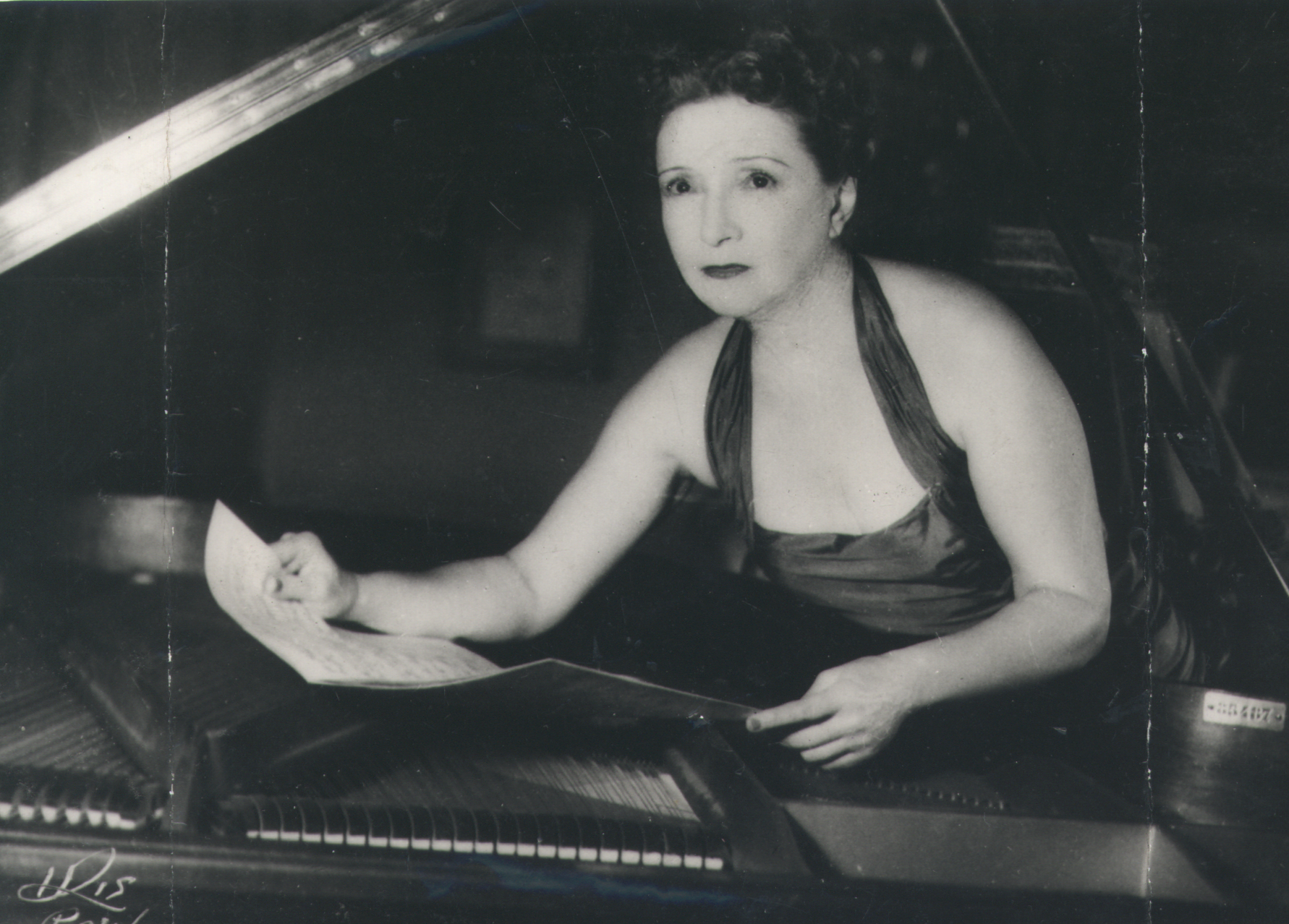

Magda Tagliaferro (Petrópolis, 19 de enero de 1893 – Río de Janeiro, 9 de septiembre de 1986) fue una pianista franco-brasileña.

## Biografía
Comenzó estudiar el piano a los cinco años de edad con su propio padre. Con nueve años debuta en público en la ciudad de Sao Paulo. Pero debido a problemas de salud de su padre, deciden trasladarse a París. Tagliaferro fue una niña prodigio. En 1906 ingresó en el Conservatorio de París, donde obtuvo en tan solo ocho meses el Primer Premio de piano. Causó profunda impresión en Albéniz que formaba parte del jurado. Alfred Cortot la aceptó como alumna en el conservatorio y sería, según ella, el “gran maestro de toda su vida”.
El compositor Gabriel Fauré ya la había observado con suma atención y la llamó “la petite brésilienne”. Magdalena hizo algunas giras por el interior de Francia, tocando en varias localidades e interpretando distintas composiciones de este compositor. Con el paso del tiempo desarrolló una gran amistad con cada uno de los integrantes del famoso trío Cortot Thibaud Casals. También hizo música de cámara con los violinistas Jules Boucherit, Denise Soriano y con Georges Enesco. Formó dúos de piano con Edouard Risler y Gabriel Fauré, y tocó a menudo en España, especialmente con Boucherit durante los años de la Primera Guerra Mundial.
Magdalena Tagliaferro se abrió un espacio en la sociedad musical francesa y fue cercana de Ravel, D'Indy, Poulenc, y Reynaldo Hahn, el cual le dedicó su Concerto pour piano et orchestra que ella registró en disco de 78 RPM en 1937. Antes de la guerra civil dio numerosos conciertos en España, haciéndose amiga de los compositores españoles. Fue la primera pianista en grabar a Mompou, mediante el cual ganó un Gran “Prix du Disque”. También grabó con gran éxito la famosa Ballade pour piano et orchestra de Gabriel Fauré. Conoció a Serguéi Prokófiev, el cual le dio una copia de su Concierto para piano y orquesta n.º 3. Tagliaferro fue profesora en el Conservaoire Supérieur de Musique de Paris de 1937 a 1939.
En el año 1939 el gobierno de Francia la envía a los Estados Unidos para difundir la música francesa. Pero la mayor parte del tiempo que transcurrió la Segunda Guerra Mundial la pasó en su país de origen, Brasil, en donde se dedicó a dar una gran cantidad de conciertos. El aporte musical de esta pianista fue tan grande que el público habló de “la revolución Tagliaferro”.
Durante su estancia en Brasíl creó la “Escuela Tagliaferro” en la cual se formó una nueva gran generación de pianistas como Nellie Braga, Lina Pires de Campos, Edda Fiore, Maria Eliza Figueiredo, Zulmira Elias, Georgette Pereira, Menininha Lobo, Helena Plaut, Flavio Varani, Caio Pagano, Daisy de Luca, Eudóxia de Barros, Isabel Mourão y otros. Estos pianistas desarrollaron la llamada técnica Tagliaferro, la cual consistía en la aplicación de lo que había elaborado en su momento su maestro Cortot: gran relajación muscular y en la cual los codos desempeñaban un importante papel. Magda Tagliaferro se constituyó en un verdadero hito en el desarrollo del mundo pianístico del Brasil. Su compatriota Heitor Villa Lobos le dedicó varias obras pianísticas.
En 1949 vuelve a Francia. En 1956 empieza en París los cursos públicos, y en 1958, gracias a los fondos de la familia Tinoco, se fundó en París la Academia Internacional Magda Tagliaferro. Entre los profesores figuraban varios de sus antiguos alumnos como: Isabel Tinoco, Claudine Perretti, Sylvia Tuxen-Bang y Josette Chossat. 
Entre los principales alumnos de Magda Tagliaferro figuran: Pnina Salzman, Wladislaw Kedra, Jeanne Demessieux, Flavio Varani, Caio Pagano, Gilberto Tinetti, Oriano de Almeida, Daisy de Luca, Jorge Luis Prats, Enrique Pérez de Guzmán, Cristina Ortiz, Raul Sosa, James Tocco, Pía Sebastiani y Alain Bernheim.
Tocó en conciertos bajo la batuta de directores como Wilhelm Furtwängler, Ernest Ansermet, Charles Münch, Pierre Monteux y Paul Paray.
En 1979 nuevamente viaja a los Estados Unidos en donde actúa con gran éxito, que se compara a los éxitos obtenidos por Vladimir Horowitz. La crítica destacaba su carisma, su gran personalidad, su técnica brillante, pasión, claridad conceptual, pero también su gran respeto o fidelidad a la partitura.

## Discografía selecta

### Reediciones en CD
- 1991 – Magda Tagliaferro Revival. Compilado por Philippe Rougier. (Brasil, ECHO).
- 1991 – Villa-Lobos par lui-même (Francia, 6CD, EMI).
- 1993 – Le piano français de Chabrier à Debussy (Japón, Erato).
- 1994 – Magda Tagliaferro, grande dame du piano français (Francia, 3CD, Philips).
- 1994 – Piano brasileiro (Brasil, CD duplo, Funarte).
- 1996 – Magda Tagliaferro (Francia, CD duplo, EMI).
- 1997 – Classiques favoris (Francia, Sony).
- 1997 – A Arte pianistica de Magda Tagliaferro (Brasil, Echo).
- 1998 – Magda Tagliaferro vol. 1 (Francia, Dante).
- 1998 – Magda Tagliaferro vol. 2 (Francia, Dante).
- 2000 – Magda Tagliaferro (Brasil, Master Class).
- 2001 – Magda Tagliaferro (Reino Unido, Pearl).
- 2001 – Robert Schumann (Andante).
- 2003 – The Most Relaxing Piano Album in the World...Ever!. (EMI Classics).
- 2004 – Masters of the Keyboard (DGG).
- 2004 – Fréderic Chopin: Solo Piano Volume I (Andante).

### Otros títulos
En 78 rpm o 33 rpm:
- 1930 – Mozart: Concierto para piano n.º 26. Orchestre Pasdeloup bajo la dirección de Reynaldo Hahn (Decca France).
- 1934 – Bizet/Girard: Adagietto para violín y piano (L'Arlésienne). Paradis/Dushkin.
- 1934 – Fauré: Sonata para violín y piano n.º 1. Con Denise Soriano, violín (Pathé).
- 1934 – Fauré: Andante para violín y piano; Bach/Kreisler: Preludio de la Partita n.º 3. Con Denise Soriano, violín (Pathé).
- 1934 – Hahn: Concierto para piano n.º 1. Bajo la dirección del propio compositor (EMI).
- 1934 – Schubert: Die Biene para violín y piano. Con Denise Soriano, violín (Pathé).
- 1936 – Porpora/Kreisler: Menuet. Con Denise Soriano, violín (Pathé).
- 1936 – Tartini/Salmon: Sonata para violín y piano. Con Denise Soriano, violín (Pathé).
- 1938 – Mozart: Sonata para piano K.576; Bach/Saint-Saëns: Sinfonía de la cantata n.º 29 BWV 29 (Pathé).
- 1951 – Falla: Danza española n.º 1 (La vida breve). Albéniz Triana.
- 1951 – Récital Magda Tagliaferro. Ducretet-Thomson.
- 1961 – Beethoven: Sonatas para piano y violín Op. 24 "Primavera" y Op. 46 "a Kreutzer". Con Manoug Parikian, violín.
- 1972 – Magda Tagliaferro interpreta Villa-Lobos. Angel Brazil.
- 1972 – Magda Tagliaferro interpreta Chopin. Angel Brazil.
- 1973 – Debussy. 12 préludes: Danseuses de Delphes, Voiles, Les Collines d'Anacapri, La Sérénade interrompue, La Cathédrale engloutie, La Puerta del Vino, La Terrasse des audiences au clair de lune, Les Tierces alternées, Bruyères, General Lavine. eccentric, Ondine, Feux d'artifice.
- 1973 – Chabrier: Idylle, Scherzo-valse; Fauré: Nocturne n.º 6, Impromptu n.º 5; Franck: Prélude, choral et fugue.
- 1974 – Albéniz: Sevilla, Evocation, Triana; Granados: Rondalla aragonesa, Quejas o la Maja y el ruisenor; Falla: Danza del molinero & Danza española n.° 1 (La vida breve).
- 1979 – Chopin: Ballade n.º 4; Debussy: L'Isle joyeuse; Hahn: Les Rêveries du prince Eglantine; Schumann: Intermezzo (Faschingsschwank aus Wien), Carnaval Op 9.
- 1981 – Fauré: Dolly, Ballade. Con Daniel Varsano, piano.